# Instytut Polonicus

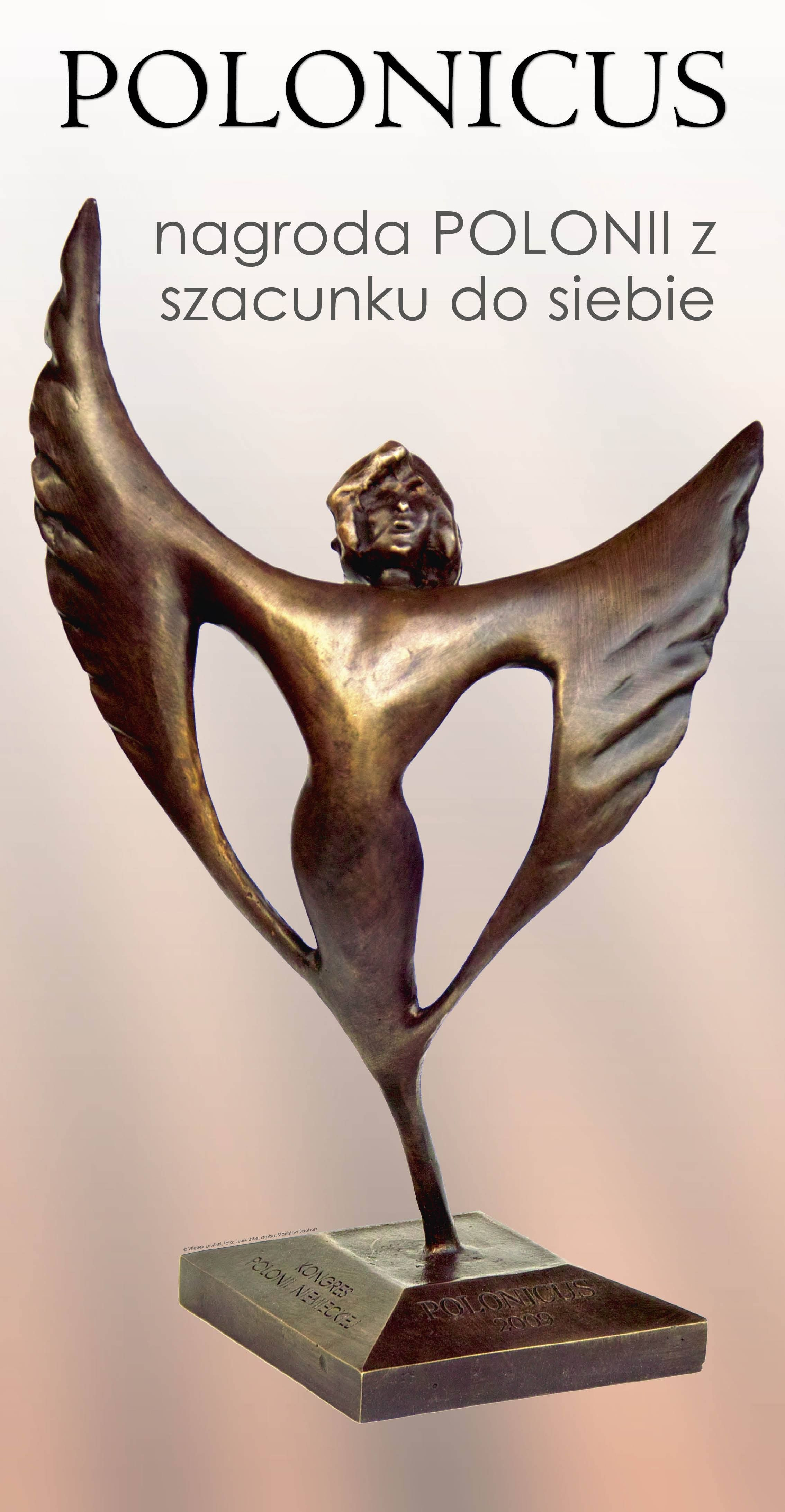
Statuetka POLONICUS przedstawiająca uskrzydloną postać młodzieńca

Europejski Instytut Kultury i Mediów Polonicus powstał w 2011 roku i został zarejestrowany w Belgii. Biuro Instytutu znajduje się w Akwizgranie. Instytut Polonicus posiada statut wyższej użyteczności publicznej i swoją pracę opiera na chrześcijańskich i humanistycznych wartościach kultury europejskiej. Celem Instytutu jest wybór laureatów nagrody Polonicus oraz organizacja Gali Polonii.
Ponadto Instytut pielęgnuje współpracę Polaków z regionów Unii Europejskiej.

## Nagroda Polonicus
Nagroda Polonicus to najwyższe wyróżnienie europejskiej Polonii przyznawane osobom o szczególnych zasługach na rzecz dialogu, jednoczenia i promocji Polaków w Europie i na świecie. Wyróżnia ona propagatorów krzewienia polskich wartości oraz ich promocji w Europie. Nagrodą tą Polonia odznacza tych, którzy są dla niej ważni ze względu na twórczość, działalność na rzecz jej jednoczenia oraz działania na rzecz europejskiej integracji i budowania pozytywnego obrazu Polaków na świecie.
Maksyma nagrody Polonicus jest odzwierciedleniem starej prawdy: Ut honoremur ab aliis, ipsi nos honoremus (szanujmy się wzajemnie, a będziemy szanowani). Inicjatorem nagrody jest przewodniczący Jury Wiesław Lewicki, zasłużony działacz polonijny w Niemczech, prezydent Europejskiego Instytutu Kultury i Mediów Polonicus VoG[1].
Inauguracja wręczenia nagród Polonicus nastąpiła podczas obchodów Dnia Polonii w dniu 2 maja 2009 roku na punkcie styku trzech granic: Belgii, Holandii i Niemiec (Dreiländereck), w pobliżu Akwizgranu. Od roku 2010 nagroda wręczana jest na corocznej uroczystej Gali Polonii organizowanej z okazji Europejskiego Dnia Polonii w Sali Uczt Koronacyjnych w ratuszu w Akwizgranie.

### Patronaty nagrody Polonicus
Opiekę instytucjonalną nad nagrodą Polonicus miał początkowo Kongres Polonii Niemieckiej oraz Konwent Organizacji Polskich w Niemczech. Od roku 2012 nagroda nabrała charakteru europejskiego i objęta została opieką EUWP – Europejskiej Unii Wspólnot Polonijnych.
Patronat na dwoma pierwszymi edycjami nagrody Polonicus miał ambasador RP w Berlinie dr Marek Prawda, a w latach 2011–2020 marszałek Senatu RP Bogdan Borusewicz. W roku 2021 patronat objął marszałek Senatu RP prof. Tomasz Grodzki.

### Statuetka Polonicus
Statuetka POLONICUS to uskrzydlona postać młodzieńca, wykonana z odlewu z brązu o wysokości około 38 cm. Pomysłodawcą statuetki jest Wiesław Lewicki, a jej wykonawcą jest Stanisław Szroborz, zwycięzca konkursu rozstrzygniętego w 2008 roku. Cokół statuetki, początkowo również z brązu, obecnie wykonany z marmuru. Do wręczanej statuetki Polonicus dołączany jest dyplom certyfikujący nadanie nagrody.

### Przyznanie nagrody[1]

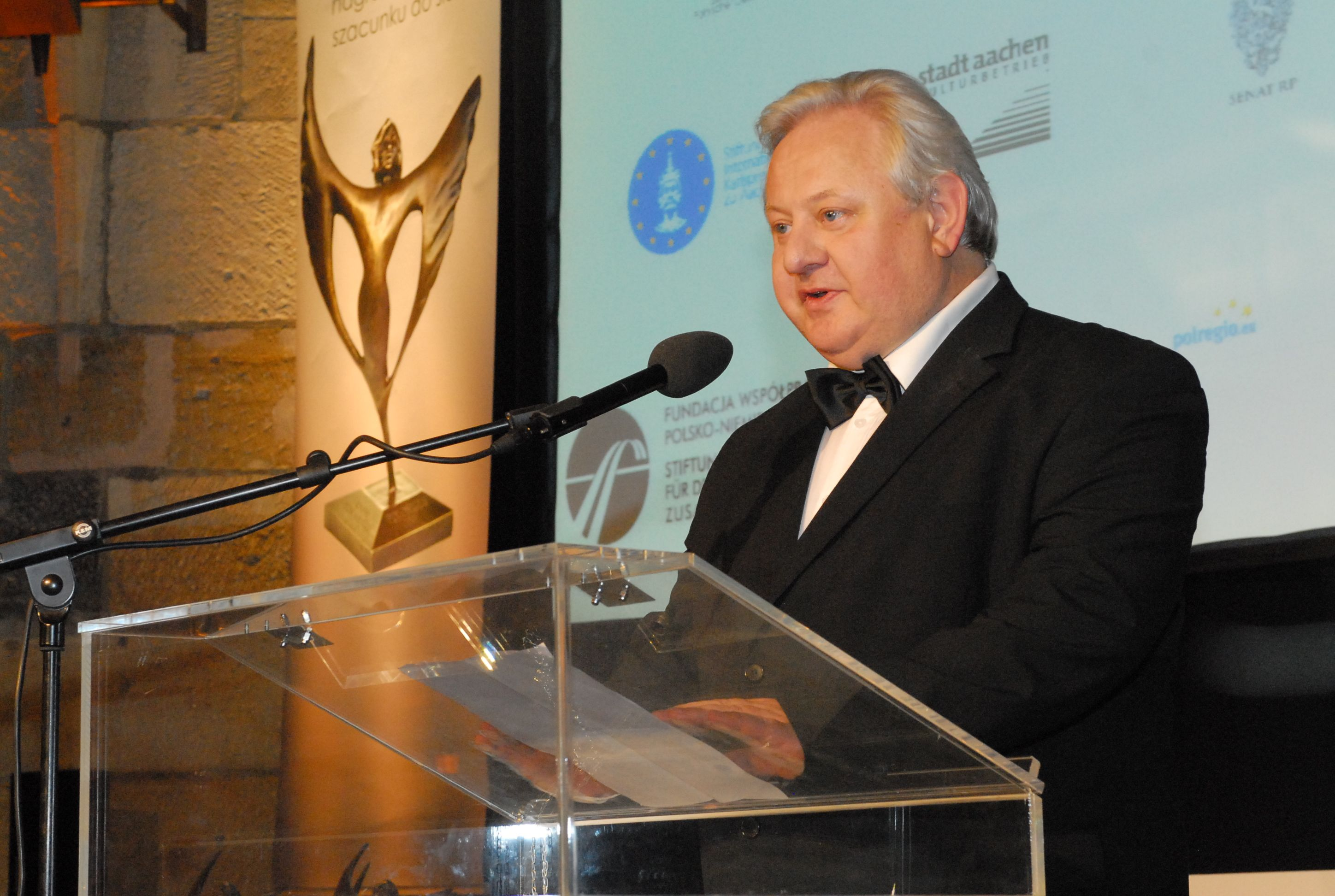
Przewodniczący Instytutu Wiesław Lewicki

Nagrodę przyznaje pięcioosobowe jury składające się z Przewodniczącego Instytutu Polonicus, Senatora RP, członka Sekretariatu EUWP oraz przedstawicieli polonijnych organizacji zrzeszonych w EUWP (Europejskiej Unii Wspólnot Polonijnych). Propozycje kandydatów kierowane są do jury w terminie do końca roku. Nazwiska laureatów nagrody Polonicus ogłaszane są pod koniec lutego każdego roku.

### Kategorie nagrody Polonicus

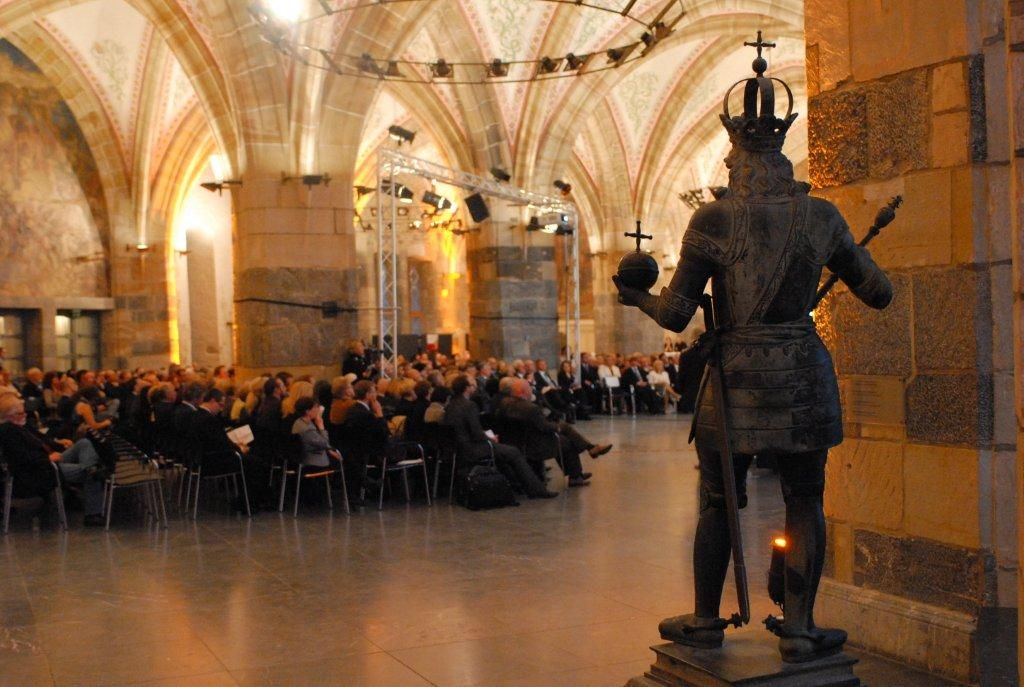
Sala Koronacyjna ratusza w Akwizgranie

### Kategorie nagrody Polonicus[1]

#### Kultura
Nagroda w tej kategorii przyznawana jest twórcom kultury lub osobom działającym na rzecz kultury polskiej bądź europejskiej, promującym kulturę polską, sławiących dorobek oraz walory Polski.

#### Organizacja życia polonijnego
Wyróżnione zostają osoby zasłużone dla ożywiania i organizowania życia polonijnego.

#### Dialog polsko-niemiecki
Nagrodę otrzymują osoby angażujące się w rozwój współpracy i dialogu polsko-niemieckiego oraz działające na rzecz zbliżania obu narodów.

#### Honorowa Nagroda „Polonicus”
Przyznawana jest aperiodycznie za całokształt osiągnięć. Kandydatami w tej kategorii mogą być osoby, których działania przyniosły konkretne efekty w dziedzinach życia gospodarczego, kulturalnego, naukowego, politycznego czy społecznego; osoby, które wyróżniły się aktywnością, inicjatywą i pomysłowością.

#### Nadzwyczajna Nagroda „Polonicus”
Nagroda przyznawana aperiodycznie instytucjom, urzędom lub organizacjom za wyjątkowe zasługi dla Polonii w Europie.

### Laureaci Nagród Polonicus

#### Festyn Polonii 2009 – 2 maja[2]
Kultura: Tomasz Glanc, kompozytor i działacz muzyczny z Montabaur
Dialog polsko-niemiecki: Olaf Müller, kierownik Wydziału Kultury Miasta Akwizgran
Organizacja życia polonijnego: Paulina Lemke, działaczka ZPwN „Zgoda”, artystka-malarka z Düsseldorfu
Nagroda Honorowa: Steffen Möller, aktor i autor książki „Viva Polonia” z Wuppertalu

#### Gala Polonii 2010 – 1 maja[3][4]
Kultura: prof. Zofia Wisłocka, dyrygentka i kompozytorka
Dialog polsko-niemiecki: Władysław Bartoszewski, historyk, polityk, dziennikarz, działacz społeczny
Organizacja życia polonijnego: prof. dr hab. inż. Piotr Małoszewski, przewodniczący Chrześcijańskiego Centrum Krzewienia Kultury, Tradycji i Języka Polskiego w Niemczech T.z.
Nagroda Honorowa: prof. dr hab. inż. Jerzy Buzek, przewodniczący Parlamentu Europejskiego w latach 2010–2012

#### Gala Polonii 2011 – 7 maja[6][7]
Kultura: prof. Karl Dedecius, tłumacz i wydawca literatury polskiej
Dialog polsko-niemiecki: Cornelia Pieper, wiceminister spraw zagranicznych ds. kontaktów kulturalnych z zagranicą
Organizacja życia polonijnego: Władysław Pisarek, wiceprzewodniczący Związku Polaków w Niemczech „Rodło”
Nagroda Honorowa: prof. Norman Davies, historyk

#### Gala Polonii 2012 – 5 maja[8]
Kultura: Krystyna Janda, aktorka
Dialog polsko-niemiecki: dr Angelica Schwall-Düren, minister ds. związkowych, europejskich i medialnych NRW
Organizacja życia polonijnego: Helena Miziniak, honorowy prezydent Europejskiej Unii Wspólnot Polonijnych
Nagroda Honorowa: Ekscelencja prof. dr Alfons Nossol, ks. arcybiskup senior diecezji opolskiej

#### Gala Polonii 2013 – 27 kwietnia[11][12]
Kultura: prof. Władysław Miodunka, wybitny polonista, językoznawca-glottodydaktyk
Dialog polsko-niemiecki: Basil Kerski, dyrektor Europejskiego Centrum Solidarności w Gdańsku, redaktor naczelny dwujęzycznego „Magazynu Polsko-Niemieckiego DIALOG”, politolog i eseista
Organizacja życia polonijnego: Maria i Czesław Gołębiewscy, założyciele restauracji „Gdańska”, propagatorzy polskiej i niemieckiej kultury w mieście Oberhausen
Nagroda Honorowa: Andrzej Wajda, polski reżyser, zdobywca Oscara za całokształt twórczości w roku 2000 oraz licznych europejskich nagród filmowych

#### Gala Polonii 2014 – 10 maja[16]
Kultura: Barbara Borys-Damięcka, senator RP, reżyser teatralna i telewizyjna, zasłużona we wzbogacaniu i szerzeniu kultury polskiej w Europie i działalności na rzecz Polonii europejskiej
Dialog polsko-niemiecki: Róża Maria Graefin von Thun, posłanka do Parlamentu Europejskiego VII i VIII kadencji, wieloletnia działaczka polskich organizacji pozarządowych, wspierająca europejski dialog i współpracę między państwami w Europie
Organizacja życia polonijnego: Andżelika Borys, Przewodnicząca Rady Związku Polaków na Białorusi, od lat zaangażowana w organizację życia Polaków w Europie Wschodniej
Nagroda honorowa: Stowarzyszenie „Wspólnota Polska” reprezentowana przez Przewodniczącego Longina Komołowskiego, zaangażowana w wieloletnią promocję polskiej diaspory w krajach europejskich

#### Gala Polonii 2015 – 2 maja[21]
Kultura: prof. Jan Miodek, językoznawca, dyrektor Instytutu Filologii Polskiej Uniwersytetu Wrocławskiego, członek Komitetu Językoznawstwa Polskiej Akademii Nauk i Rady Języka Polskiego, popularyzator wiedzy o języku polskim
Dialog polsko-niemiecki: Prof. Gesine Schwan, długoletnia rektor Europejskiego Uniwersytetu Viadrina we Frankfurcie nad Odrą, była pełnomocnik rządu niemieckiego ds. stosunków z Polską, zasłużona dla umacniania niemiecko-polskiego dialogu w Europie
Organizacja życia polonijnego: ks. prałat Stanisław Budyń, rektor Polskiej Misji Katolickiej w Niemczech za czynne wspieranie organizacji i życia polonijnego w Niemczech
Nagroda Honorowa: TVP Polonia, za całokształt pracy na rzecz Polonii w Europie i na całym świecie. Nagrodę w imieniu zespołu redakcyjnego TV Polonia odebrał Prezes Telewizji Polskiej Juliusz Braun

#### Gala Polonii 2016 – 30 kwietnia
Kultura: Czesław Mozil, lider zespołu „Czesław śpiewa” przedstawiciel duńskiej Polonii, autor płyty „Księga emigrantów. Tom I”, odznaczony za wyjątkowy wkład w kulturę polską i szerzenie jej w Europie
Dialog polsko-niemiecki: Thorsten Klute, sekretarz Stanu w Ministerstwie Pracy, Integracji i Spraw Socjalnych Nadrenii Północnej-Westfalii, za wyjątkowe zaangażowanie w dialog polsko-niemiecki, służący integracji oraz wzajemnemu zbliżeniu obu narodów
Organizacja życia polonijnego: POLONICA e.V., niemiecko-polskie Stowarzyszenie Kulturalne z Kolonii za działalność na rzecz zbliżenia kultur sąsiadujących narodów Francji, Niemiec i Polski poprzez coroczną organizację festiwalu muzycznego „Chanson Festival Kolonia-Wrocław-Paryż”
Nagroda Honorowa: profesor Leszek Balcerowicz, przewodniczący Rady Forum Obywatelskiego Rozwoju, były wicepremier, minister finansów, prezes Narodowego Banku Polskiego

#### Gala Polonii 2017 – 6 maja[30]
Kultura: Agnieszka Holland, reżyserka i scenarzystka filmowa, laureatka Srebrnego Lwa na Berlinale 2017, za jej znaczący wkład w światowy rozwój sztuki filmowej
Dialog polsko-niemiecki: Werner Jostmeier MdL, przewodniczący grupy parlamentarnej NRW-Polska w parlamencie Nadrenii Północnej-Westfalii, za zaangażowanie w dialog niemiecko-polski
Organizacja życia polonijnego: Aldona Głowacka-Silberner, przewodnicząca Biura Łączności Organizacji Polonijnych w Hanowerze i w Dolnej Saksonii, za jej wieloletnie zaangażowanie dla Polonii i Polaków w Niemczech
Nagroda Honorowa: Prezydent Lech Wałęsa, pierwszy przewodniczący NSZZ „Solidarność”, laureat Pokojowej Nagrody Nobla, za całokształt działalności oraz za wyjątkowy wkład w szerzenie świadomości obywatelskiej w jednoczącej się Europie

#### Gala Polonii 2018 – 28 kwietnia
Kultura: Jerzy Owsiak, filantrop, działacz charytatywny, założyciel Fundacji Wielkiej Orkiestry Świątecznej Pomocy
Dialog polsko-niemiecki: prof. dr Rita Süssmuth, była przewodnicząca Bundestagu, od 2006 prezydent Niemieckiego Instytutu Spraw Polskich w Darmstadt
Organizacja życia polonijnego: Róża i Benedykt Frąckiewicz, muzycy, animatorzy życia kulturalnego Polonii, rzecznicy utrzymania tradycji Chórów Polskich w Niemczech
Nagroda Honorowa: Donald Tusk, przewodniczący Rady Europejskiej, były premier Polski

#### Gala Polonii 2019 – 18 maja
Kultura: Grażyna Słomka, działaczka polonijna, filmoznawczyni, reżyserka i dziennikarka
Dialog polsko-niemiecki: dr Marek Prawda, socjolog i dyplomata, od 2016 stały przedstawiciel Komisji Europejskiej w Polsce
Organizacja życia polonijnego: Marcel Philipp, Nadburmistrz miasta Akwizgran, polityk CDU, członek Fundacji Nagrody Karola Wielkiego
Nagroda Honorowa: prof. dr Henryk Muszyński, arcybiskup senior metropolii gnieźnieńskiej, były prymas Polski

#### Gala Polonii 2020/2021 – 28 czerwca 2021
Nagroda Honorowa: Armin Laschet, polityk, przewodniczący partii CDU, premier rządu kraju związkowego Nadrenia Północna-Westfalia
Nagroda Nadzwyczajna: Senat Rzeczypospolitej Polskiej, reprezentowany przez Marszałka Senatu RP, prof. Tomasza Grodzkiego
Organizacja życia polonijnego: Ferdynand Domaradzki, działacz polonijny z Berlina
Kultura: Olga Tokarczuk, pisarka, laureatka nagrody Nobla w roku 2018